# Березівка (Березинський район, Ушанська сільська рада)
Березівка (біл. вёска Бярозаўка) — село в складі Березинського району Мінської області, Білорусь. Село підпорядковане Ушанській сільській раді, розташоване в східній частині області.